# Yên Nhân, Yên Mô
Yên Nhân là một xã nằm ở phía đông nam huyện Yên Mô, tỉnh Ninh Bình, Việt Nam.

## Địa lý
Xã Yên Nhân nằm ở phía đông nam huyện Yên Mô, cách trung tâm thành phố Ninh Bình 23 km, có vị trí địa lý:
- Phía đông giáp huyện Yên Khánh
- Phía nam giáp huyện Kim Sơn
- Phía tây giáp xã Yên Mỹ và xã Yên Mạc
- Phía bắc giáp xã Yên Từ.

Xã Yên Nhân có diện tích 11,07 km², dân số năm 2019 là 11.288 người, mật độ dân số đạt 1.020 người/km².
Đây cũng là xã được công nhận Anh hùng lực lượng vũ trang nhân dân ở Ninh Bình.
Đây là một trong 5 đơn vị hành chính cấp xã có dân số lớn nhất Ninh Bình, theo thứ tự gồm: Khánh Nhạc, Trường Yên, Lai Thành, Yên Nhân và thị trấn Phát Diệm.

## Hành chính
Xã Yên Nhân được chia thành 8 làng: Liên Phương, Trung Đồng, Bình Hải, Yên Sư, Vĩnh Lộc, Chí Bình, Quyết Trung, Hà Thanh.

## Văn hóa
Xã có Đền Thượng được xếp hạng di tích lịch sử, thờ Linh Công - Vị tướng thời Hùng Vương được phong Đại Hải Long Hầu hiển hách Đại Vương Thượng Đẳng Thần. Hàng năm có các lễ hội tại các thôn Vĩnh Lộc, Yên Sư, Bình Hải, Hà Thanh, Chí Bình, Quyết Trung,.... được tổ chức vào dịp đầu năm.
Xã Yên Nhân nằm bên tuyến kênh Nhà Lê, là tuyến đường thủy đầu tiên trong lịch sử Việt Nam từ kinh đô Hoa Lư đến Đèo Ngang và được xem là tuyến đường Hồ Chí Minh trên sông vì những đóng góp cho các cuộc chiến tranh của người Việt.

## Giao thông
Yên Nhân là xã có cơ sở hạ tầng giao thông thuận tiện. 
- Về đường bộ: Xã có đường quốc lộ 12B liên huyện nối từ Quốc lộ 1 qua thị trấn Yên Thịnh xuống thị trấn Phát Diệm.
- Dự án đường quốc lộ 21B kết nối Thịnh Long - Quỹ Nhất - Phát Diệm - Yên Thành - Tam Điệp đi qua xã này.
- Về đường thủy: 3 phía của xã được bao bởi 3 sông Cà Mau, sông Vạc, sông Nhà Lê.

Xã Yên Nhân là một xã thuần nông, đồng thời cũng có thêm nghề phụ là thợ xây. Những năm gần đây, các con em của xã đã mang nghề này đi khắp nơi để góp phần làm đẹp và phát triển chung đất nước ta. Đồng thời cũng mang lại nguồn thu nhập đáng kể cho bà con quê nhà.

## Nhân vật nổi tiếng
- Bà Nguyễn Thị Thanh (xã Yên Nhân) - Ủy viên Trung ương Đảng Cộng sản Việt Nam, Trưởng đoàn đại biểu quốc hội Ninh Bình. Tháng 8 năm 2013, Nguyễn Thị Thanh đã được Bộ Chính trị phê chuẩn giữ chức Bí thư Trung ương tỉnh Ninh Bình thay cho ông Bùi Văn Nam được điều động làm Thứ trưởng Bộ Công an.
- Từ tháng 4 năm 2020, bà Nguyễn Thị Thanh được Bộ chính trị điều động và bổ nhiệm Phó trưởng ban Tổ chức TW và Uỷ ban thường vụ Quốc hội bổ nhiệm chức vụ Phó trưởng ban công tác đại biểu của Quốc hội.
- Tháng 5 năm 2021, Ủy viên Ban Chấp hành Trung ương Đảng, Ủy viên Đảng đoàn Quốc hội, Ủy viên Ủy ban Thường vụ Quốc hội, Trưởng Ban Công tác đại biểu, Phó Trưởng Ban Tổ chức Trung ương; Chủ tịch Hội hữu nghị Việt Nam - Campuchia; Chủ tịch Nhóm nghị sỹ hữu nghị Việt Nam - Hàn Quốc; Phó Chủ tịch Nhóm nữ ĐBQH Việt Nam; thành viên Hội đồng Thi đua - Khen thưởng Trung ương.
- Tại kỳ họp thứ 7, Quốc hội khóa XV, đồng chí Nguyễn Thị Thanh được Quốc hội tín nhiệm bầu vào vị trí Phó Chủ tịch Quốc hội nước Cộng hòa xã hội chủ nghĩa Việt Nam.